# Byarums landskommun
Byarums landskommun var en tidigare kommun i Jönköpings län.

## Administrativ historik
När 1862 års kommunalförordningar trädde i kraft den 1 januari 1863 inrättades i Byarums socken i Östbo härad i Småland denna kommun. 28 juli 1911 inrättades i landskommunen Vaggeryds municipalsamhälle. kommunreformen 1952 uppgick denna landskommun i Vaggeryds köping som sedan 1971 uppgick i Vaggeryds kommun.

## Politik

### Mandatfördelning i Byarums landskommun 1938-1950
| 3 | 8 | 1 | 5 | 2 | 5 |

| 24 |

| 4 | 10 | 5 | 2 | 3 |

| 24 |

| 5 | 8 | 5 | 3 | 3 |

| 23 |

| 4 | 11 | 5 | 6 | 4 |

| 27 |